# Pucanganom (Giritontro)
Pucanganom is een bestuurslaag in het regentschap Wonogiri van de provincie Midden-Java, Indonesië. Pucanganom telt 5538 inwoners (volkstelling 2010).